# Géologue
Un géologue est une personne ayant obtenu un diplôme universitaire en géologie, ou effectuant professionnellement des recherches dans ce domaine, consistant à étudier toutes les caractéristiques des couches internes du globe terrestre (lithosphère) en interaction avec ses couches externes (atmosphère, hydrosphère, biosphère).

## Spécialités
Un géologue peut, entre autres et pas nécessairement de manière exclusive, se spécialiser en :
- pétrographie ;
- minéralogie ;
- cristallographie ;
- sédimentologie ;
- stratigraphie ;
- géologie structurale (dont la tectonique) ;
- géochimie (éventuellement, plus particulièrement en géochimie des éléments en trace, en géochimie isotopique, en géochimie organique, …) ;
- planétologie ;
- paléontologie ;
- magmatologie ;
- volcanologie ;
- géophysique (sismologie, paléomagnétisme, gravimétrie, géoradar, lidar, suivis de déformations en temps réel, imagerie satellitale, …) ;

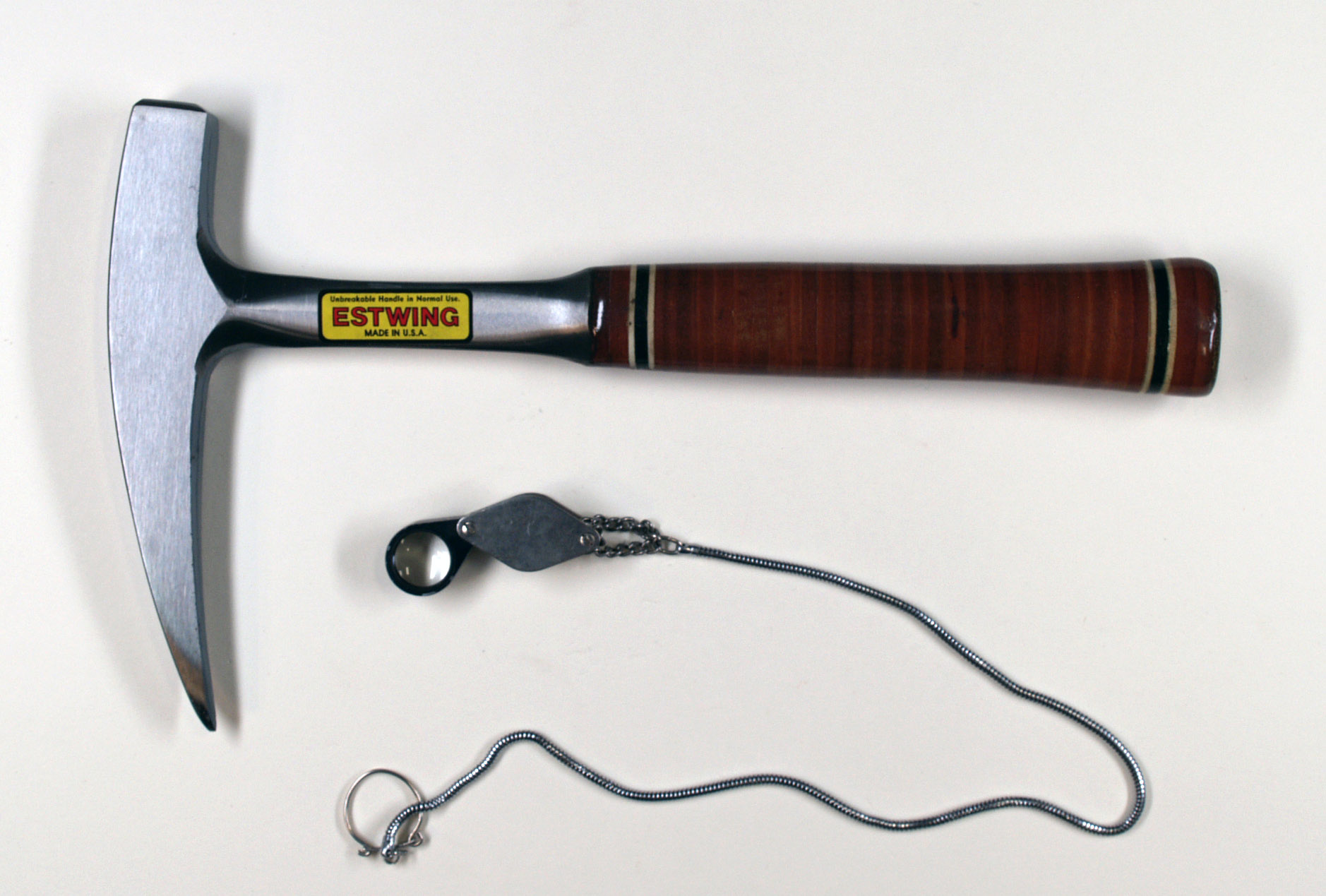
Le marteau de géologue et la loupe, deux outils indispensables au géologue de terrain.

- métamorphisme ;
- géologie pétrolière ;
- géologie minière ;
- géologie environnementale ;
- géomorphologie ;
- géotechnique ;
- hydrogéologie ;
- exogéologie.